# 獣になった男
獣になった男（けものになったおとこ、英:Superbeast）は、1972年に公開されたフィリピン・アメリカ合衆国合作のホラー映画。監督、脚本ジョージ・シェンク。出演アントワネット・バウアー、クレイグ・リトラー、ハリー・ローター、ヴィック・ディアス、ホセ・ロムロ。この映画は1972年にユナイテッド・アーティスツによって配給された。

## あらすじ
ある日、飛行機の中で、一人の男性が暴れだした末に、警官隊に射殺される事件が起きる。その男性の身元がはっきりしなかったため、学者のアレックス・パルディーはフィリピンへ行き、獣人の襲撃を受けたという証言を得る。
一方、フィリピンのジャングルの奥地ではビル・フレミング博士が囚人矯正施設を運営していた。

## キャスト
| 役名                   | 俳優                     | 日本語吹替                        |
| 役名                   | 俳優                     | TBS版                             |
| ---------------------- | ------------------------ | --------------------------------- |
| アレックス・パルディー | アントワネット・バウアー | 北村昌子                          |
| ビル・フレミング       | クレイグ・リトラー       | 安原義人                          |
| ビクター               | ハリー・ローター         | 大木民夫                          |
| ロハス                 | マニー・オヘダ           | 緒方敏也                          |
| ディアス               | ヴィック・ディアス       | 飯塚昭三                          |
| ヴィゴ                 | ホセ・ロムロ             | 黒部鉄                            |
| クリーバー             | ジョン・ガーウッド       | 田口昂                            |
| マリー                 |                          | 加川三起                          |
| ベーソン               |                          | 池田勝                            |
| 空港アナ               |                          | 山岡葉子                          |
|                        |                          |                                   |
| 演出                   | 演出                     | 河村常平                          |
| 翻訳                   | 翻訳                     | 岩本令                            |
| 効果                   |                          |                                   |
| 調整                   |                          |                                   |
| 制作                   | 制作                     | 東北新社                          |
| 解説                   |                          |                                   |
| 初回放送               | 初回放送                 | 1978年2月3日 『金曜ロードショー』 |